# Weingut Emrich-Schönleber
Das Weingut Emrich-Schönleber in Monzingen ist ein Weingut im deutschen Weinbaugebiet Nahe. Inhaber sind Werner und Frank Schönleber, die zusammen auch als Kellermeister fungieren. Auf ca. 20 Hektar Rebfläche werden 85 % Riesling, 7 % Grauburgunder und 5 % Weißburgunder angebaut. Jährlich werden rund 140 000 Flaschen Wein produziert.

## Geschichte
Die Familie Emrich betreibt bereits seit Mitte des 18. Jahrhunderts Weinbau im Nahetal. Wilhelm Schönleber, der Vater des heutigen Besitzers, heiratete in das Weingut ein. Ende der 1960er Jahre übernahm Werner Schönleber den Betrieb und fing mit nur zwei Hektar Weinbergsfläche an, zuerst seine trockenen Rieslinge, dann seine Burgunder und schließlich die Eisweine zu produzieren. In den besten Teilen der Gemarkung kaufte er dabei immer wieder hinzu, so dass das Gut mittlerweile (Stand 2020) über 20 Hektar Weingärten verfügt. 2007 kamen 0,64 Hektar hinzu: der mit Abstand steilste Teil des Halenbergs, der einstmals als sehr gut und wertvoll bewertet wurde, aber über 30 Jahre brach lag, weil die Arbeit im extremen Steilhang zu beschwerlich war (→Steillagenweinbau). Seit 1994 ist das Weingut Mitglied im Verband Deutscher Prädikatsweingüter (VDP).

## Lagen
Die VDP-klassifizierten Lagen des Weinguts sind Monzinger Frühlingsplätzchen und Monzinger Halenberg.

## Auszeichnungen
Das Weingut ist Mitglied im Verband Deutscher Prädikatsweingüter (VDP).
- 2011 "Bester trockener Wein nach 10 Jahren" im Eichelmann WeinGuide
- 2011 nominiert zum Winzer des Jahres von Der Feinschmecker
- 2008 Kollektion des Jahres in Wein-Plus
- 2007 Bester trockener Riesling beim Deutschen Riesling-Preis von Der Feinschmecker
- 2005 wurde Werner Schönleber vom Gault Millau WeinGuide zum Winzer des Jahres gewählt.
- 2004 Kollektion des Jahres in Wein-Plus
- 2003 Kollektion des Jahres im Gault Millau
- 2002 erhielt das Gut bei der Landes-Weinprämierung den Goldenen Staatsehrenpreis für hervorragende Ergebnisse verliehen.